# Dicranota (Dicranota) diacantha
Dicranota (Dicranota) diacantha is een tweevleugelige uit de familie Pediciidae. De soort komt voor in het Nearctisch gebied.